# 中华养生益智功
中华养生益智功简称中功，是张宏堡创建的气功及其组织。

## 概述
按照中功的说法，中功是张宏堡自创的“麒麟文化”的一部分，张宏堡编写中功的目的是“祈愿人间都是仙”。中功在中国大陆曾有众多成员。其组织在1999年被定性为邪教组织，在中国大陆被取缔。2000年2月，张设法从海南前往关岛。6月17日，北京市检察院决定将其逮捕。中国政府随即向美国政府提出引渡要求，但在杰西·赫尔姆斯等人士的游说以及律师罗伯特·沙比洛的辩护下，关岛当地政府拒绝了这一要求。次年4月10日关岛议会决定将张释放。2001年6月13日，美国允许张在美国境内保护性居留，但没有取得政治避难，张遂迁居洛杉矶帕萨迪纳地区。之后张建立“中国影子政府”，自任总统。张解释说，这是他本有打算，并不是怕被驱逐出境。
2003年，张一度因为殴打保姆而被起诉。后经多年官司，刑事案被判无罪。2006年7月31日下午7时30分，张宏堡乘坐的林肯轿车，在美国亚利桑纳州境内从160号高速公路转进89号高速公路时，与一辆大货车侧面相撞，轿车被撞成弓形，张宏堡与司机当场身亡。张死亡后，其律师估计其财产约1亿美元，张宣传的神奇也没有了吸引力。目前，海内外基本上已没有中功的活动。